# 酢酸2-メチルブチル
酢酸2-メチルブチル（さくさん2-メチルブチル英: 2-Methylbutyl Acetate）は、化学式C7H14O2で表される酢酸エステルの一種である。

## 性質
特有の果実臭を持ち、フルーツフレーバーとして使用される。引火点は36℃で、日本の消防法では危険物第4類第二石油類（非水溶性）に区分される。

## 異性体
化学式C7H14O2の酢酸エステルには、下記の異性体がある。
- 酢酸イソアミル（酢酸3-メチルブチル）CAS 123-92-2
- 酢酸3-ペンチル CAS 620-11-1
- 酢酸tert-ペンチル CAS 625-16-1
- 酢酸1-メチルブチル（酢酸sec-アミル） CAS 626-38-0
- 酢酸アミル（酢酸n-ペンチル） CAS 628-63-7